# Obrium bifasciatum
Obrium bifasciatum là một loài bọ cánh cứng trong họ Cerambycidae.